# Croton armstrongii
Espèce
Croton armstrongii est une espèce de plantes à fleurs du genre Croton et de la famille des Euphorbiaceae, présente dans le Territoire du Nord en Australie.